# Simpsonichthys chacoensis
Simpsonichthys chacoensis är en fiskart som först beskrevs av Amato, 1986.  Simpsonichthys chacoensis ingår i släktet Simpsonichthys och familjen Rivulidae. Inga underarter finns listade i Catalogue of Life.